# Anders Fjellner

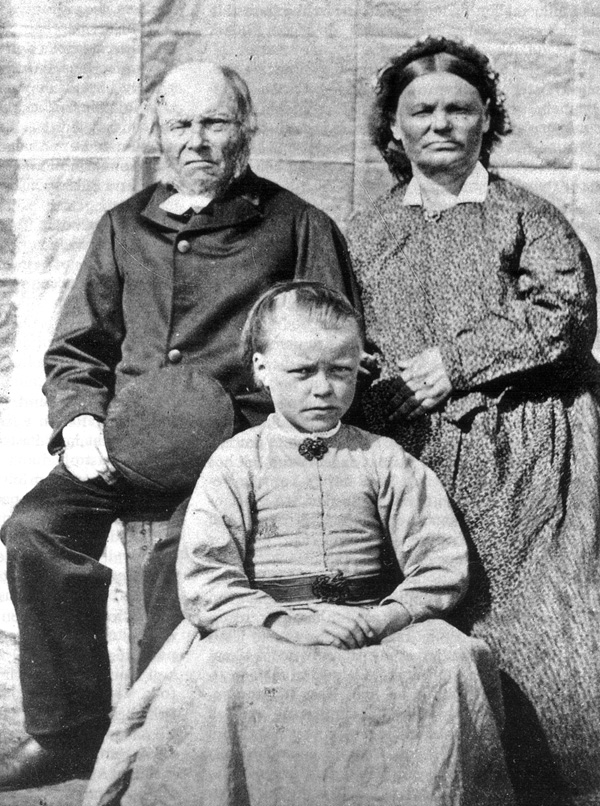
Anders und Christina Fjellner mit ihrer Tochter Marta Eleonora (1871)

Anders Fjellner (* 18. September 1795 auf dem Rutfjäll in Härjedalen; † 22. Februar 1876 in Sorsele) war ein samisch-schwedischer Dichter, Pfarrer und Geschichtensammler. Bekannt wurde er vor allem durch sein Poem Die Söhne der Sonne, das aus dem Umesamischen in zahlreiche Sprachen übersetzt wurde.

## Leben und Werk
Anders Fjellner wurde auf einer Rentierherden-Wanderung von Norwegen zum schwedischen Weidegebiet in der Nähe des Rutfjälls unter freiem Himmel geboren. Seine Eltern waren Samen. Von 1819 bis 1821 studierte er in Uppsala. Er war mehr als 50 Jahre Pfarrer. Zunächst vertrat er ersatzweise andere Pfarrstellen im mittleren Lappland und in Karesuando, wo er mit Lars Levi Laestadius zusammenarbeitete; 1841 wurde er Pfarrer im südlichen Lappland in Sorsele, wo er bis zu seinem Tode wohnte. Zeit seines Lebens sammelte er, beeinflusst von Elias Lönnrot, Lieder, Geschichten, Mythen und Legenden, die von den Samen mündlich von Generation zu Generation überliefert wurden. Er übersetzte die traditionellen Joiks und machte sie so einem breiteren Publikum zugänglich. Er wurde zu einem wichtigen Informanten für Volkskundler. Fjellner war ein großer Erzähler und poetisch sehr begabt. In Sorsele wurde er von Wissenschaftlern besucht, unter anderem von dem finnischen Linguisten Otto Donner, der zahlreiche seiner Lieder in seinem Buch Lieder der Lappen veröffentlichte.
Besonders bekannt und verbreitet wurde Fjellners mythisches Langgedicht Peiven Parneh (Solens söner/Die Söhne der Sonne), das nicht nur bei den Samen und Schweden, sondern auch in Deutschland, Finnland und im übrigen Europa Beachtung fand. Es wurde für das Theater bearbeitet und war Gegenstand zahlreicher wissenschaftlicher Untersuchungen. Das Heldenepos-ähnliche Werk handelt von der Reise des Sohnes der Sonne in das Land der Riesen. Die Geschichte ist sehr inhalts- und umfangreich. Am Ende werden die nach der Heirat mit der Tochter eines Riesen gezeugten Söhne des Sonnensohnes nach ihrem Tod in die Sterne des Oriongürtels verwandelt. Diese, die Kinder des Lichts bzw. der Sonne, sind dem Mythos nach die Urahnen der Samen. Andere Autoren haben Fjellners Motiv aufgegriffen, so beispielsweise der samische Schriftsteller und Künstler Nils-Aslak Valkeapää in seinem 1988 veröffentlichten Beaivi, Áhčážan (Sonne, mein Vater).

## Zitat
„Aijadahkan, vuońeldahkan / Nalne somattīn morssem, / Unnoi olmučen ūtan. / Alde arkun akšuin uksait / Kljedīen, kobdadīen, / Stōpuit stúorudīen. / Son tie kuötti päive-pārnit, / Son tē kuotti kalla-pārnit.

(Übersetzung der beiden ersten und letzten Verszeilen: Auf dem Bären- und Rentierfell / Feierte die Braut die Hochzeit, […] / Sie gebar die Sonnenkinder, / Sie gebar die Kalla-Söhne.“

## Werk
- Anders Fjellner: Päiven Parne. In: Otto Donner.: Lieder der Lappen. Finnische Literatur-Gesellschaft, Helsinki, 1876

### In Übersetzung
- Anders Fjellner: Der Sonnensohn. In: Johanna Domokos, Christine Schlosser, Michael Rießler (Hrsg.): Worte verschwinden / fliegen / zum blauen Licht. Samische Lyrik von Joik bis Rap. Übersetzt von Christine Schlosser (= Samica. Band 4). 1. Auflage. Skandinavisches Seminar der Albert-Ludwigs-Universität Freiburg, Freiburg 2019, ISBN 978-3-9816835-3-0, S. 25–39 (484 S.).